# André Patry
André Patry (22 de noviembre de 1902 - 20 de junio de 1960) fue un astrónomo francés. Siendo huérfano desde joven, comenzó a trabajar en el Observatorio de Niza con 17 años. Estudió los asteroides y descubrió algunos. El asteroide (1601) Patry recibió ese nombre en su honor.